# Downe

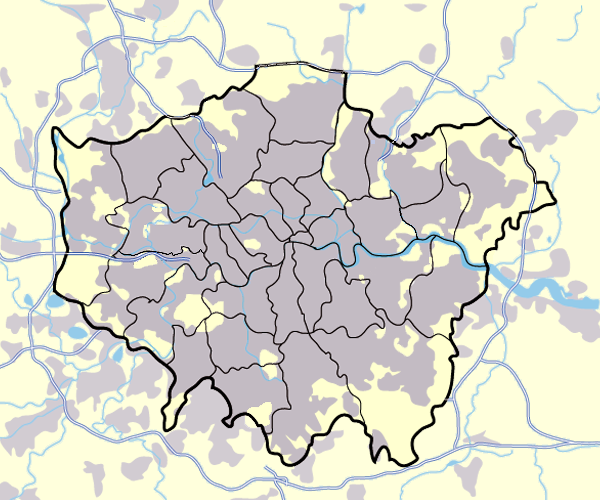
El barri de Downe està situat al sud de Londres

Downe és un barri de Londres del districte de Bromley al Regne Unit. A la residència familiar situada allí anomenada Down House hi morí Charles Darwin el 19 d'abril de 1882.
Downe està a 3,4 km al sud-oest d'Orpington i a 14, 2 km al sud-est de Charing Cross. Downe es troba en una vall boscosa, i gran part del centre del barri no ha experimentat canvis urbanístics des de fa temps; l'antiga escola del barri ara fa de sala de reunions.

## Darwin
Charles Darwin visqué a Down House durant 40 anys, des de 1842 fins a la seva mort el 1882. Un lloc seu favorit va ser el Downe Bank, actualment una reserva natural.
Down House i la zona que l'envolta ha estat proposada pel Departament de cultura britànic perquè passi a ser Patrimoni de la Humanitat i s'espera que es decideixi sobre això l'any 2010.

## Residents famosos
- Charles Darwin, naturalista
- Sir John Lubbock, banquer, matemàtic i astrònom
- John Lubbock, banquer, biòleg i arqueòleg